# Geneland
Geneland ist ein Computerprogramm und wurde von Gilles Guillot erstellt. Geneland kann als Erweiterung in der Statistiksoftware R, oder auch als Programm mit eigener Benutzeroberfläche aufgerufen werden. Geneland wird verwendet, um statistische Modelle auf populationsgenetische Daten mit räumlicher Verortung anzuwenden. Die Daten werden in eine gewisse Anzahl an Populationen (oder Gruppen) geclustert, wobei jede Population möglichst homogen sein sollte. Dieses Clustern beruht nicht nur auf räumlichen und genetischen Daten, sondern auch phänotypische Daten können verwendet werden.
Das Programm läuft unter Windows, Unix und MacOS. Geneland wurde großteils in Fortran geschrieben und nur geringe Kenntnisse in R sind für den Benutzer vonnöten.
Die Hauptfunktion von Geneland liegt in der Verwendung von georeferenzierten individuellen Multilokusgenotypen um die Anzahl der Populationen und die räumliche Lokalisierung von genetischen Diskontinuitäten zwischen diesen zu bestimmen. Diese Methoden können auch auf Daten angewendet werden, bei denen alle Werte ebenso möglich sind und die Anzahl der Populationen unbekannt ist. Die Verteilung der Populationen wird in Form von Polygonen angenommen, außerdem wird vom Hardy-Weinberg -Equilibrium in jeder Population ausgegangen. Die Modelle gehen von unbekannten Allelfrequenzen in jeder Population aus, deswegen werden diese als Zufallsvariablen (Dirichlet oder Falush) deklariert.
Als Ausgabe erhält der Benutzer Plots der räumlichen Verteilung von Individuen und die Zuteilung jedes Individuums zu einer Population anhand von phänotypischen, räumlichen und genetischen Daten. Kombiniert man Geneland mit anderen R Paketen, wie RgoogleMaps, kann die Verteilung der Individuen und Populationen sogar auf einer GoogleMap angezeigt werden.
Geneland verwendet das Markov Chain Monte-Carlo-Verfahren,  deswegen wird die Berechnung in eine lange Reihe von einfachen Vorgängen aufgeteilt. Ein Lauf bestehend aus 100000 Iterationen für ein Datenset mit 200 Individuen und 10 Loci kann 3–15 Minuten dauern, abhängig vom Modell und den Kapazitäten des Rechners.